# Tabanus despectus
Tabanus despectus är en tvåvingeart som beskrevs av Krober 1930. Tabanus despectus ingår i släktet Tabanus och familjen bromsar. Inga underarter finns listade i Catalogue of Life.